# Малетто
Малетто (італ. Maletto, сиц. Malettu) — муніципалітет в Італії, у регіоні Сицилія,  метрополійне місто Катанія.
Малетто розташоване на відстані близько 500 км на південний схід від Рима, 140 км на схід від Палермо, 40 км на північний захід від Катанії.
Населення — 3965 осіб (2014).
Щорічний фестиваль відбувається у вересні. Покровитель — Sant'Antonio di Padova.

## Демографія
Населення за роками:

Станом на 1 січня 2023 року в муніципалітеті офіційно проживало 90 іноземців з 8 країн, серед них 74 громадяни країн Євросоюзу та 1 громадянин України.

## Сусідні муніципалітети
- Адрано
- Бельпассо
- Б'янкавілла
- Шарлотта Бронте
- Кастільйоне-ді-Сицилія
- Ніколозі
- Рандаццо
- Сант'Альфіо
- Цафферана-Етнеа